# Funaria arctica
Funaria arctica là một loài Rêu trong họ Funariaceae. Loài này được (Berggr.) Kindb. mô tả khoa học đầu tiên năm 1897.